# Berend Wilhelm Feddersen

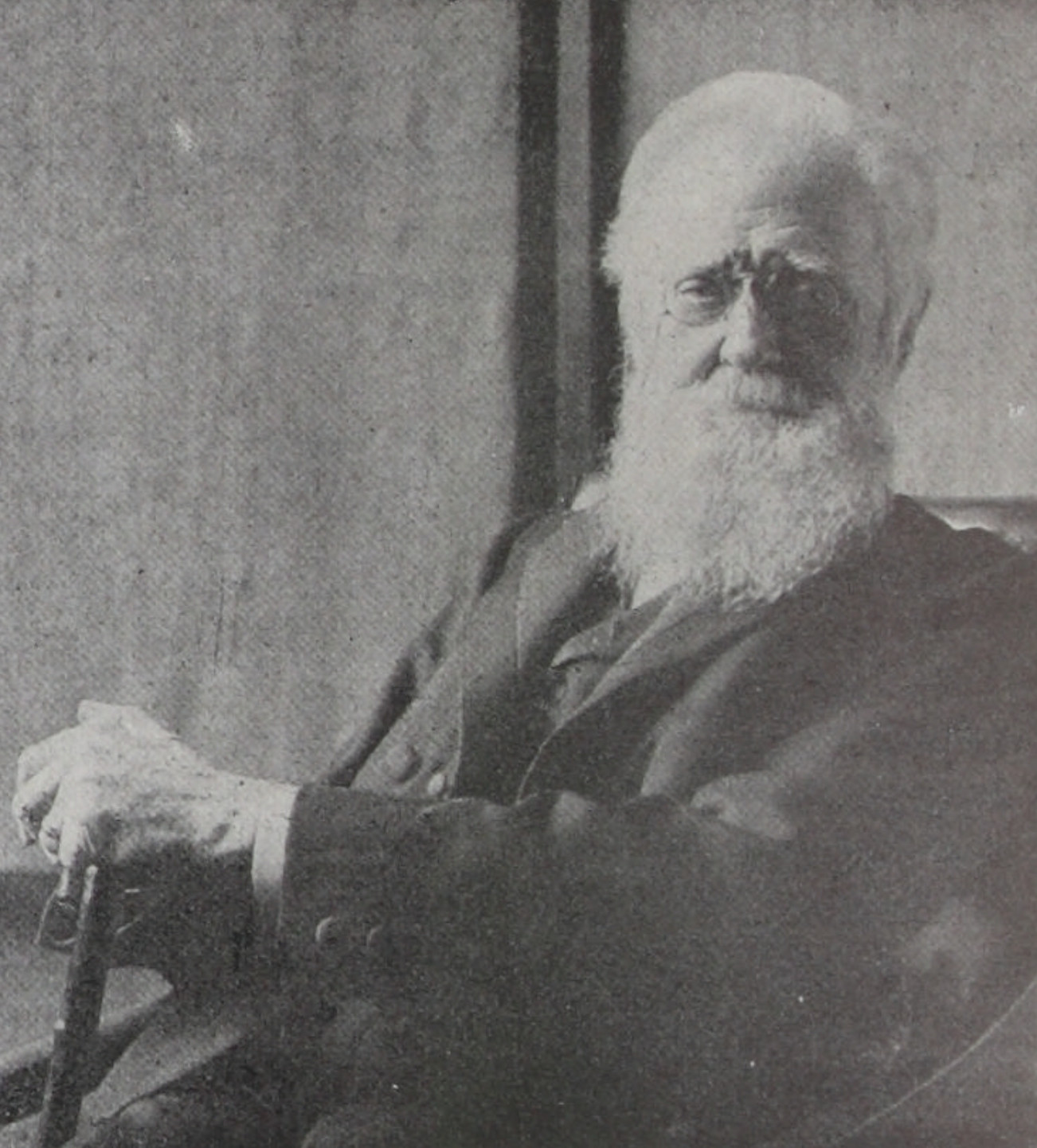
Berend Wilhelm Feddersen

Berend Wilhelm Feddersen (* 26. März 1832 in Schleswig; † 1. Juli 1918 in Leipzig) war ein deutscher Physiker. 

## Leben
Berend Wilhelm Feddersen, Sohn eines Notars, besuchte zunächst das Gymnasium in Schleswig. Als in der Stadt der dänische Einfluss immer stärker wurde, ging er 1850 auf das Gymnasium in Gotha und bestand dort 1851 das Abitur. Anschließend begann er in Göttingen, wo er in der Burschenschaft Hannovera eintrat, das Studium der Chemie und Physik, das er in Berlin und Kiel fortsetzte, wo er 1857 auch zum Dr. phil. promoviert wurde.
Feddersen lebte seit 1858 als Privatgelehrter in Leipzig. 1859 gelang ihm bei Experimenten mit der Leidener Flasche der Nachweis, dass sich jede elektrische Funkenentladung aus einzelnen (gedämpften) Schwingungen zusammensetzt. Er erkannte, dass in einem aus Spule, Kondensator und Widerstand bestehenden Stromkreis elektrische Schwingungen entstehen und legte mit dieser Entdeckung des elektrischen Schwingkreises den Grundstein für die Arbeiten des Burschenschafters Hertz und des Nobelpreisträgers Marconi, die eine Generation später die Nachrichtenübertragung revolutionierten. Dadurch wurde Feddersen zu einem der Begründer der Funktechnik (drahtlosen Nachrichtentechnik).
Allerdings gerieten sein Name und seine bahnbrechenden Experimente im Laufe der Zeit immer mehr in Vergessenheit. Er entschloss sich daher, die von ihm für die erfolgreichen Versuche benutzten Gerätschaften dem Deutschen Museum in München zu übereignen. Sie sind heute in der Ausstellungsabteilung „Physik“ im Raum „Elektromagnetische Schwingungen“ zu besichtigen.
Feddersen war 1893 Mitherausgeber des von Johann Christian Poggendorff begründeten Biographisch-literarischen Handwörterbuchs zur Geschichte der exacten Wissenschaften. 1918 spendete er 100000 Mark, damit das Werk fortgeführt werden konnte.
Auch soziale Einrichtungen in der Stadt Leipzig wurden von dem Ehepaar Feddersen mit Spenden bedacht. Die Eheleute vermachten ihre Stadtvilla testamentarisch der Universität Leipzig.
Wilhelm Feddersen wurde 1903 ordentliches Mitglied der Sächsischen Gesellschaft der Wissenschaften.
1912 verlieh ihm König Friedrich August III. von Sachsen den Titel „Geheimer Hofrat“.

## Werke (Auswahl)
- Beiträge zur Kenntniss des elektrischen Funkens. Mohr, Kiel 1857 (zugl. Dissertation, Universität Kiel 1854).
- Theodor des Coudres (Hrsg.): Entladung der Leidener Flasche, intermittierende, kontinuierliche, oszillatorische Entladung und dabei geltende Gesetze. Abhandlungen ... 1857-1866. Mit einem Bildnis des Verfassers in Heliogravüre und 3 lithographischen Tafeln. W. Engelmann Verlag, Leipzig 1908 (Ostwald’s Klassiker der exakten Wissenschaften; Bd. 166).
- Zur Entdeckung der elektrischen Wellen. Leipzig 1909.